# Вікторіанська епоха
Вікторіа́нська епо́ха — період історії Великої Британії, який хронологічно приблизно збігається та пов'язується з правлінням королеви Великої Британії Вікторії (1837—1901). Деякі історики пересувають хронологічні рамки епохи, називаючи явище загальним поняттям «Вікторіанство».
Вважається[ким?] часом найвищого розквіту британської держави, піднесенням економічного розвитку та добробуту суспільства,[джерело?] розквітом культури й мистецтв. Словосполучення «Вікторіанська епоха» ввійшло в британську та світову культуру як сталий прозивний вираз. На відміну від Єлизаветинської епохи, королева Вікторія на політичні процеси майже ніякого впливу не мала, а саму Британію, на відміну від інших європейських країн, оминули соціальні потрясіння та революції цього часу.
Характерними рисами епохи стали промислова революція і розвиток капіталізму, а також моральний кодекс британського суспільства, який закріпив консервативні цінності.

## Перші роки правління Вікторії
Початок правління королеви Вікторії пожвавив надії на зміни. Підприємці для захисту своїх інтересів створили у Манчестері Лігу боротьби проти «хлібних законів». Вона закликала взагалі відмовитися від політики протекціонізму на користь фритредерства — політикою вільної безмитної торгівлі, яка б дозволяла вимагати від інших країн відкриття своїх ринків для британських промислових товарів. Робітники натомість вимагали скасування «законів проти злидарів» та парламентської реформи, яка б дозволила їм мати в парламенті власних представників. Ватажок Лондонської асоціації робітників Вільям Ловетт склав петицію з вимогами запровадження загального виборчого права та щорічних виборів. Щоб додати петиції ваги, її назвали «Народною хартією», а тих, хто вимагав її ухвалення парламентом, почали іменувати чартистами. До руху швидко долучилися сотні тисяч людей з різних куточків Британії. Депутатам «Народну хартію» урочисто передали в 1839 році, але ті відмовилися її розглянути. У 1842 році чартисти склали другу петицію, підписи під якою поставили більше трьох мільйонів британців, проте парламент і її залишив без розгляду.

## Ірландський картопляний голод
Ще більші проблеми виникли в Ірландії. Більшість мешканців цього острова складали католики. За кілька століть колонізації майже всі вони втратили власну землю і змушені були орендувати поля в лендлордів-протестантів. Зубожілі тубільці зазвичай не мали грошей на хліб, тому харчувалися переважно картоплею. Однак з 1845 року врожаї картоплі почав знищувати грибок, завезений з Нового Світу. Ірландію охопив Великий голод.
Фритредери переконували, що скасування «хлібних законів» дозволить завезти на острів дешеве збіжжя з континенту. За їхньою пропозицією парламент і справді вирішив знизити мито. Але рішення мало увійти в силу лише через три роки. Лендлорди зрозуміли, що вирощування зерна невдовзі стане невигідним, тому почали перетворювати поля на пасовиська. Дрібних орендарів просто зганяли з землі і тим самим позбавляли останньої можливості прогодувати свої родини. За три роки голод, злидні та викликані ними хвороби знищили близько мільйона мешканців «Зеленого острова». Стільки ж змушені були назавжди залишити батьківщину.

## Революційна криза
Європейська «весна народів» ледь не спровокувала революційний вибух і в Британії. Багатотисячні мітинги робітників охопили найбільші промислові центри країни. Гаслом демонстрації безробітних у Глазго став заклик: «Хліба або революція!». У Манчестері й Лондоні, мітингарі билися з поліцією та армією. На початку квітня 1848 року Національний конвент чартистів ухвалив текст нової «Народної хартії», яка стверджувала, що єдиним джерелом влади є народ, а багатства мають належати робітникам, які їх створили. За лічені дні під петицією зібрали мільйони підписів.
Найбільшу демонстрацію чартисти призначили на день урочистого внесення хартії до парламенту. Наляканий уряд заборонив усі публічні заходи
у Лондоні та оголосив чартистський Конвент незаконним. Командування військами доручили вже літньому Веллінгтону, а королева з родиною про всяк випадок залишила столицю. Проте демонстрація завершилася мирно. А парламентська комісія невдовзі оголосила, що отримала на підтримку хартії менше половини заявлених підписів, чимало з яких були сфальшовані — подейкували, що серед інших були знайдені позначки від імені королеви, Веллінгтона і навіть апостола Павла. Проводити виборчу реформу парламент вчергове відмовився, проте й чартистський рух швидко занепав.

## Роки тріумфу
Подоланню революційної кризи сприяло швидке економічне піднесення, що стало наслідком завершення в Британії індустріальної революції. Продукція британських фабрик була зазвичай якіснішою і дешевшою, а за обсягами виробництва промисловість Сполученого Королівства випереджала усіх закордонних конкурентів. Наприкінці 1860-х Велика Британія видобувала вугілля в 5 разів більше, ніж Королівство Пруссія, і в 4 рази більше, ніж США.
У 1860 Велика Британія переробляла на своїх фабриках стільки бавовни, скільки всі інші країни світу разом узяті. У середині 19 століття у Великій Британії було зосереджено половину світового виробництва чавуну, вугілля і бавовняних тканин. Країна стала найбільшим експортером машин і устаткування, своєрідною «майстернею світу».
У 1852 Лондон остаточно відмовився від протекціонізму на користь політики безмитної торгівлі. Фритредерство стало ключем, за допомогою якого британський уряд відкривав для своїх співвітчизників ринки близьких і далеких держав. Вигідні для англійських і шотландських промисловців угоди були укладені не лише з далекою Цінською імперією та молодими латиноамериканськими республіками, але й з провідними державами Європи. За лічені роки британські товари заповнили іноземні ринки, а Сполучене Королівство захопило лідерство у світовій торгівлі. 60 % міжнародних контрактів тепер укладалися в фунтах стерлінгів, Англійський банк перетворився на світовий центр фінансових розрахунків. Більшість морських перевезень також здійснювалися під британським прапором.
У 1851 символом британського тріумфу стала перша Всесвітня виставка в Лондоні. Спеціально для неї був збудований величезний павільйон із чавуну та скла — Кришталевий палац. Наступного року королева Вікторія урочисто відкрила нову будівлю парламенту — Вестмінстерський палац, збудований у неоготичному стилі на місці старого, знищеного пожежею.
У 1863 в Лондоні з'явилася перша в світі підземна пасажирська залізниця — метрополітен. За кілька років телеграфні лінії з'єднали Британію з Америкою, Африкою, Азією.

## Вікторіанське суспільство і «вікторіанська мораль»
Найвпливовіший англійський філософ XIX сторіччя Джон Стюарт Мілль переконував співвітчизників, що їхні здобутки є насправді наслідком утвердження в країні ідей лібералізму та особистої свободи. Проте більшість британців, та й сама королева, вихована в протестантських традиціях, звикли вважати успіх насамперед «винагородою за доброчесність». Це переконання стало основою так званої «вікторіанської моралі» — суворих і водночас дріб'язкових правил «пристойної поведінки» в суспільстві, які згодом стали синонімом лицемірства і святенництва. Повчальністю та пафосом було наповнене все життя вікторіанської доби.
Тогочасна британська архітектура була близькою за духом до боз-ару — проте без французької грайливості. Улюбленим поетом королеви був Альфред Теннісон. У живописі панував академізм. Митці, не згодні дотримуватися встановлених правил, згуртувалися у русі, який отримав назву прерафаелітського. Академічній техніці вони протиставляли дух мистецтва пізнього Середньовіччя та раннього Відродження, яким, на їхню думку, воно було до появи Рафаеля Санті з його прагненням загальної гармонії. Своєрідною відповіддю «пристойній» вікторіанській літературі стала поява «літератури нонсенсу» — справжнім шедевром якої є «Пригоди Аліси у Дивокраї». Льюїс Керрол написав цю книжку для дітей, але вона стала «своєю» і для дорослих.
Гучний скандал у «пристойному товаристві» викликала поява праці Чарльза Дарвіна «Походження видів шляхом природного відбору», в якій він виклав основи власної еволюційної теорії, що на його честь згодом отримала назву дарвінізму. Природознавця звинувачували в блюзнірстві та зазіханні на авторитет Святого Письма. Не дочекався за життя справжнього визнання видатний шотландський
фізик Джеймс Максвелл, який створив теорію електричного поля, відкрив закони електродинаміки та винайшов кольорову фотографію. Навіть діяльність Флоренс Найтінгейл, сестри милосердя, яка облаштовувала шпиталі для поранених під час Кримської війни і сприяла поширенню сучасних методів догляду за хворими, чимало британців вважали «не гідною справжньої пані».

## «Блискуча ізоляція»і стосунки з колоніями
Впевненій у власних силах Британії вже не були потрібні тривалі і міцні союзи з іншими європейськими державами. Уряди вікторіанської доби дотримувалися політики «блискучої ізоляції». Багаторічний прем'єр-міністр, а до того — міністр закордонних справ Сполученого Королівства Генрі Пальмерстон стверджував, що «в Британії немає ані вічних союзників, ані постійних друзів, вона має лише постійні інтереси». Палмерстон наполегливо боровся за поширення британського впливу на Близькому Сході. Саме заради цього Сполучене Королівство взяло участь у Кримській війні, воювало з Персією, нав'язало свій «захист» Оману.
Водночас британський уряд був змушений приділяти все більше уваги стосункам із власними колоніями. Навіть із тими, які населяли вихідці з самої Британії. Влада метрополії ставала для переселенців дедалі обтяжливішою.
В 1837—1838 спалахнули повстання проти британської влади в Канаді. Повстання придушили, їхніх ватажків стратили, але вже за кілька років влада метрополії змушена була погодитися на створення в Канаді власного уряду, відповідального перед представницькою асамблеєю.
В Австралії в 1851 знайшли великі поклади золота. До далекого континенту одразу рушили десятки тисяч переселенців з Європи, Америки та Азії. Британська колоніальна влада вимагала, щоб пошук дорогоцінного металу відбувався за встановленими нею правилами. Невдоволені шукачі золота збунтувалися. Повстанці вимагали не лише скасування обмежень на видобуток, але й запровадження в колонії загального виборчого права. Британські війська придушили заворушення, однак суд відмовився визнати вину повстанських ватажків. І вже невдовзі в британських колоніях в Австралії, а також у Капській колонії та Наталі запровадили самоврядування за канадським зразком.
Ірландці, натомість, поступок від Лондона так і не дочекалися. У 1857 році рішуче налаштовані вихідці з «Зеленого острова» створили в США Ірландське революційне братство. Його учасників зазвичай іменували феніями — за назвою легендарних дружинників давнини. Братство готувало збройні виступи та замахи на британських посадовців, яких фенії вважали «ворогами ірландської свободи». Щоправда, спроба влаштувати загальне повстання врешті-решт завершилася провалом, чимало феніїв потрапило до рук поліції і було засуджено за тероризм.
В 1857 в підвладній британцям Індії спалахнуло повстання сипаїв. Придушити його вдалося лише наприкінці наступного року ціною неймовірного напруження сил. Лондону довелося змінити свою політику. Була ліквідована Ост-Індська компанія. Індію перетворено на колонію, намісника якої призначала королева. Були «відновлені» права індійської знаті, а для захисту інтересів тубільців були створені дорадчі представницькі органи.

## Зміни у становищі робітників і парламентська реформа 1867 року
Промислове піднесення та визиск колоній сприяли піднесенню життєвого рівня більшості британців, зокрема й найманих працівників. Зростала кількість створених самими робітниками освітніх клубів та споживчих кооперативів. У 1852 парламент ухвалив перший в світі закон про кооперативи. Згуртованішими та організованішими ставали професійні спілки, або ж, як їх називали в Британії, трейд-юніони. У Лондоні, Шеффілді, Ліверпулі, Глазго, Единбурзі були створені загальноміські ради профспілок, що згодом увійшли до ширших об'єднань — Шотландського союзу тред-юніонів та Союзу тред-юніонів Англії та Уельсу. Профспілки усвідомлювали свою силу, проте зазвичай віддавали перевагу не страйкам, а перемовинам з роботодавцями.
Політична боротьба в Британії в 1850—1860-х відбувалася не лише між вігами і торі, але й всередині самої вігської партії. Молодше покоління ватажків на чолі з колишнім торі Вільямом Гладстоном намагалося здобути ширшу підтримку серед підприємців і робітників, тому вимагало рішучих змін. Насамперед вони закликали до нової парламентської реформи, яка б надала виборчі права дрібним власникам і найзаможнішим найманим працівникам.
Після смерті Палмерстона саме Вільям Гладстон очолив партію в парламенті, проте запропонований ним проєкт реформи був провалений зусиллями торі.
Уряд вігів змушений був піти у відставку. Проте численні демонстрації змусили наступний уряд, створений ватажком торі Бенджаменом Дізраелі, підготувати власний законопроєкт, який був навіть радикальніший за гладстонівський.
У 1867 депутати зрештою провели другу парламентську реформу. Завдяки зниженню майнового цензу загальна кількість виборців збільшилася з 600 тисяч одразу до 2 мільйонів — за рахунок дрібних підприємців та високооплачуваних робітників. Щоправда, і після цього дві третини чоловіків та всі британські жінки залишалися без своїх представників у парламенті.
Після другої парламентської реформи віги остаточно перетворилися на партію промислової буржуазії та дрібних власників, тож тепер їх
частіше називали лібералами. Торі — як партію великих землевласників, банкірів і торгівців — іменували консерваторами. Якщо раніше партії більше нагадували клуби депутатів-однодумців, то тепер до щоденної політичної роботи долучалися десятки і навіть сотні тисяч активістів, згуртованих і організованих в межах цілої країни, партії стали справді масовими. Першими мережу асоціацій на свою підтримку створили ліберали, потім цим шляхом пішли консерватори.

## Дізраелі і політика імперіалізму
Дізраелі започаткував нову лінію у британській зовнішній політиці, що отримала назву імперіалізму. Він, щоправда, змушений був піти на поступки Канаді, яка в 1867 перетворена на домініон, тобто майже самостійну державу з власним урядом і парламентом. Лише відносини з іншими країнами та військова справа залишилися за Лондоном. Натомість Дізраелі скористався фінансовою безпорадністю єгипетського хедива і в 1875 за гроші, нашвидкуруч позичені в Ротшильдів, перекупив його частку акцій компанії Суецького каналу. Так у британських руках опинився найкоротший шлях з Європи до Індійського океану. Наступного року королеву Вікторію проголосили імператрицею Індії, а колоніальні володіння Сполученого Королівства почали офіційно іменувати Британською імперією.
Дізраелі домігся перегляду вигідного насамперед для Росії Сан-Стефанського миру і змусив османського султана віддати Британії Кіпр. До імперії був приєднаний Трансвааль, її війська увійшли до Афганістану, а в 1879 були остаточно розгромлені племена зулусів, на чолі яких стояв талановитий ватажок Кечвайо. Коли в Єгипті спалахнула революція, британці обстріляли Александрію і за кілька місяців захопили Каїр. На трон повернули слухняного хедива, але справжню владу над країною відтоді зосередив у своїх руках британський резидент. Здавалося, що Британія досягла вершини своєї могутності.
Але саме в цей час збунтувалася найстаріша британська колонія — Ірландія. На відміну від інших заморських володінь, її мешканці мали своїх представників у парламенті Сполученого Королівства. Більшість ірландських депутатів належали до створеної в 1870-ті Ліги гомруля (від англійського «хоум рул» — «самоврядування»), визнаним ватажком якої був Чарльз Парнелл. Гомрулери не могли вплинути на ухвалення рішень, тому привертали увагу до своїх вимог бешкетами та зривом парламентських засідань — виступали з довжелезними промовами, змінюючи один одного, наполягали на додаткових голосуваннях тощо. Заворушення відбувалися і в самій Ірландії, селянські господарства якої страждали від напливу дешевого заокеанського зерна та неврожаїв. У відчаї орендарі та робітники самовільно захоплювали землі, що належали лендлордам, підпалювали їхні маєтки, псували майно. Очолила протест створена гомрулерами та колишніми феніями Земельна ліга. За її закликом ірландці кидали роботу і взагалі уникали будь-якого спілкування з поневолювачами та їхніми представниками. Такий спосіб боротьби отримав назву бойкоту — за прізвищем одного з найненависніших управителів, якого протестувальники змусили залишити острів. Дізраелі з протестами в Ірландії не впорався, зазнав поразки на виборах й за рік помер.

## Нова парламентська реформа і втрата Британією промислового лідерства
Новий уряд створили ліберали, прем'єр-міністром став Гладстон. Він намагався проводити гнучкішу політику. Трансваалю та Афганістану повернули незалежність. В Ірландії провели обережну земельну реформу. Щоправда, Земельна ліга при цьому була заборонена, а Парнелла та інших депутатів-гомрулерів оголосили бунтівниками й кинули за ґрати.
У 1884—1885 роках Гладстон провів нову парламентську реформу. Виборчі права здобули дрібні сільські господарі. Загалом виборців стало більше ще на два з половиною мільйони. Проте перші наслідки реформи виявилися несподіваними навіть для її автора. Адже після виборів, проведених за новими правилами, ліберали втратили більшість у парламенті і могли ухвалювати рішення лише за підтримки гомрулерів. Щоб залучити на свій бік Парнелла, Гладстон змушений був підготувати проєкт закону, який передбачав створення в Ірландії власного парламенту.
Проти висловилися не лише торі, але й частина однопартійців прем'єр-міністра — вони вважали «надмірні» поступки кроком до розвалу Британської імперії. Ліберальна партія розкололася і втратила владу.
Консерватори звинувачували Гладстона й у «недалекоглядній» економічній політиці, що призвела до втрати Британією лідерства у промисловому розвитку та монопольного становища у світовій торгівлі. За темпами господарського росту Сполучене Королівство і справді скотилося на третє місце у світі. Британські підприємці не поспішали витрачати кошти на оновлення устаткування своїх фабрик та запровадження нових технологій. Набагато більші прибутки можна було отримати від «розміщення» грошей в колоніях або навіть за кордоном. До кінця сторіччя британські інвестиції за кордоном перевищили 2 мільярди фунтів стерлінгів — аж ніяк не зайвих для власної промисловості.
Не дивно, що країни, які розпочали індустріальну революцію пізніше за англійців і шотландців, тепер їх швидко наздоганяли — іноді навіть за рахунок капіталів, позичених у британців. У 90-ті роки Сполучене Королівство втратило першість за виплавкою чавуну та сталі, видобутком вугілля і зрештою — за загальним обсягом промислового виробництва. В таких умовах ліберальна політика «вільної торгівлі» призводила до швидкого наповнення британського ринку закордонними товарами. Уряди консерваторів та їхні нові союзники з колишніх лібералів намагалися зупинити цю «навалу». Іноземців зобов'язали ставити на своїх виробах позначки на кшталт «вироблено в Німеччині», почали запроваджувати захисні мита, але без особливого успіху. Британська частка у світовій торгівлі до кінця століття скоротилася майже вдвічі.

## Культурні зміни кінця XIX сторіччя
Художньою відповіддю на господарські і суспільні зміни, які Британія переживала наприкінці XIX сторіччя, стала поява гурту «Мистецтва і ремесла» на чолі з колишнім прерафаелітом Вільямом Моррісом. Знеособленому машинному виробництву стандартних речей учасники гурту протиставляли ручну роботу й індивідуальну творчість. «Мистецтва і ремесла» прагнули насамперед зовнішньої простоти і доцільності, гармонійного поєднання форми і змісту, «навчання у природи». У майстернях, заснованих Моррісом, виготовляли цілком побутові речі — меблі, шпалери, тканини, вітражі, вироби зі скла і металу в «середньовічному» дусі. Щоправда, дозволити собі купити їх міг далеко не кожний британець, адже витвори, зроблені вручну, коштували набагато дорожче за масові вироби.
Провідним напрямом у британському мистецтві став неоромантизм, тобто «відроджений» романтизм, який увібрав у себе певні риси реалізму. Захоплення силою волі, що змагається з непереборними обставинами, героями, що немовби вивищуються над міщанською буденністю, і водночас бажання надати розповіді майже документальну точність — все це об'єднує іноді дуже несхожих між собою митців. Найпоширенішим стає пригодницький жанр — саме до нього належать «Острів скарбів» Роберта Стівенсона, «Книга джунглів» Редьярда Кіплінга, «Пригоди Шерлока Холмса» Артура Конан Дойля, «Дракула» Брема Стокера, «Гедзь» Етель Войнич, оповідання і романи Джозефа Конрада та Гілберта Честертона.
Неоромантиком іноді називають і Оскара Вайльда, хоча найчастіше його сповнені витонченого гумору оповідання та п'єси відносять до декадентського напряму (від французького «декаданс» — «занепад»). Духом занепаду було просякнуте усе суспільство кінця «вікторіанської доби», хіба що Вайльду вдалося відтворити його з неперевершеною точністю.
Водночас вікторіанська естетика з часом була відроджена і дотепер культивується в стімпанку.